# Josef Šimoník
Josef Šimoník (1941, Vrahovice – 2006, Zlín) byl český chemik, specializující se na polymery.
Josef Šimoník vystudoval chemii na Chemické fakultě Slovenské technické univerzity v Bratislavě. Poté pracoval jako vědecký aspirant na Ústavu teoretických základů chemické techniky ČSAV v Praze. Od roku 1968 do roku 1969 pracoval ve Výzkumném ústavu gumárenské a plastikářské technologie (VÚGPT) ve Zlíně. V následujících dvou letech absolvoval stáž na Northwestern University v americkém Evanstonu.
Od roku 1999 se plně věnoval pedagogické dráze. V roce 2003 se stal děkanem Fakulty technologické na Univerzitě Tomáše Bati ve Zlíně a byl jmenován profesorem pro obor Technologie makromolekulárních látek.
Od roku 1992 byl šéfredaktorem odborného časopisu Plasty a kaučuk.